# Блекота чорна

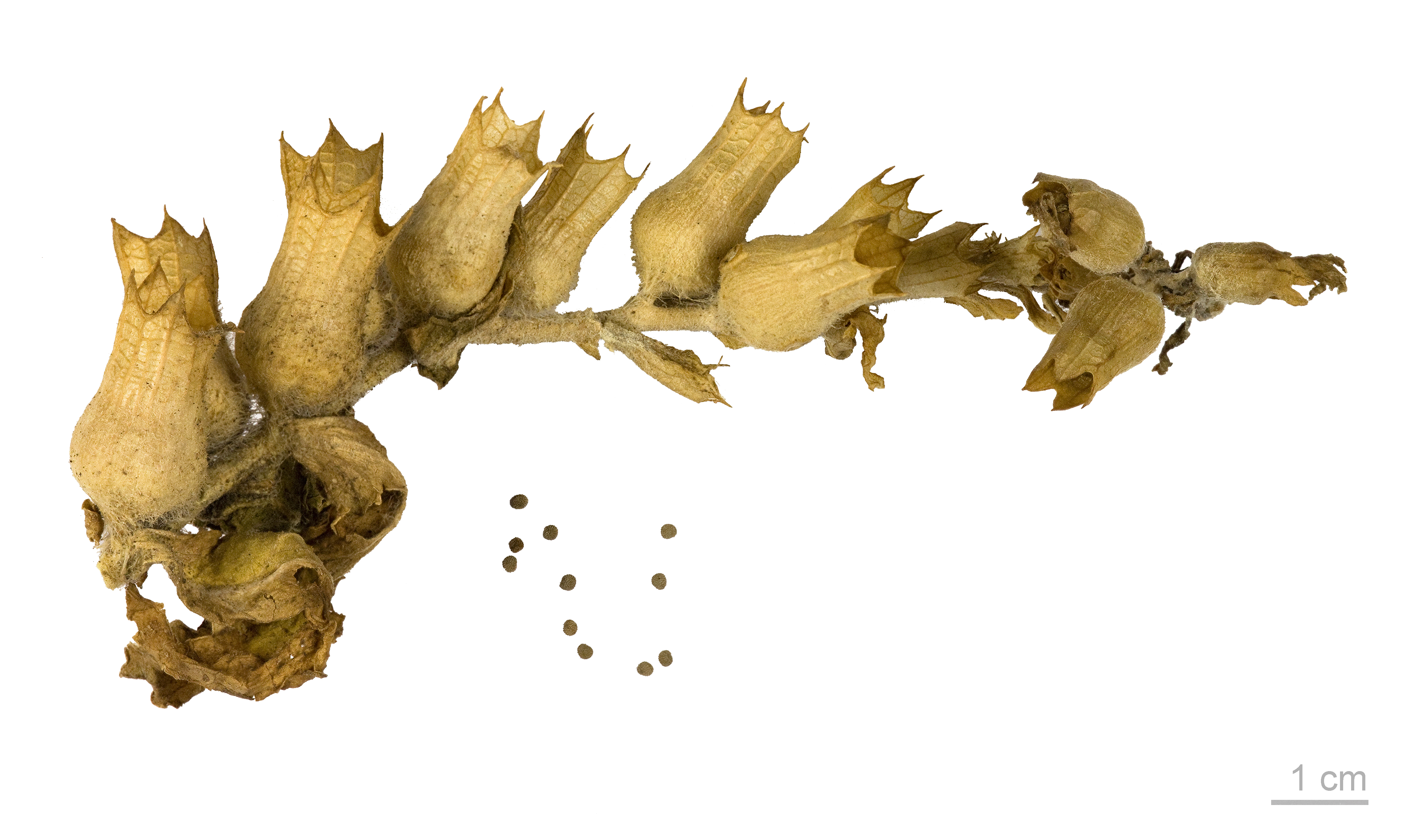
Hyoscyamus niger — Тулузький музей

Блекота́ чо́рна (синоніми: зубовик, люльник, німиця, собачий мак) лат. Hyoscyamus niger — дворічна трав'яниста опушена рослина родини пасльонових. Рослина отруйна, може також використовуватися як лікарська.

## Морфологічна характеристика
Стебло прямовисне, розгалужене, 20—60 см заввишки. Листки чергові, прості: нижні — довгочерешкові, видовженояйцеподібні, виїмчасто-перистонадрізані; верхні — сидячі, напівстеблообгортні, яйцеподібні, виїмчасто-зубчасті.
Квітки двостатеві, мають зрослопелюстковий, широколійкоподібний, брудно-жовтий, із сіткою пурпурових жилок віночок, зібрані в облиствлені завійки. Плід — глечикоподібна коробочка. Цвіте у травні — вересні.

## Поширення

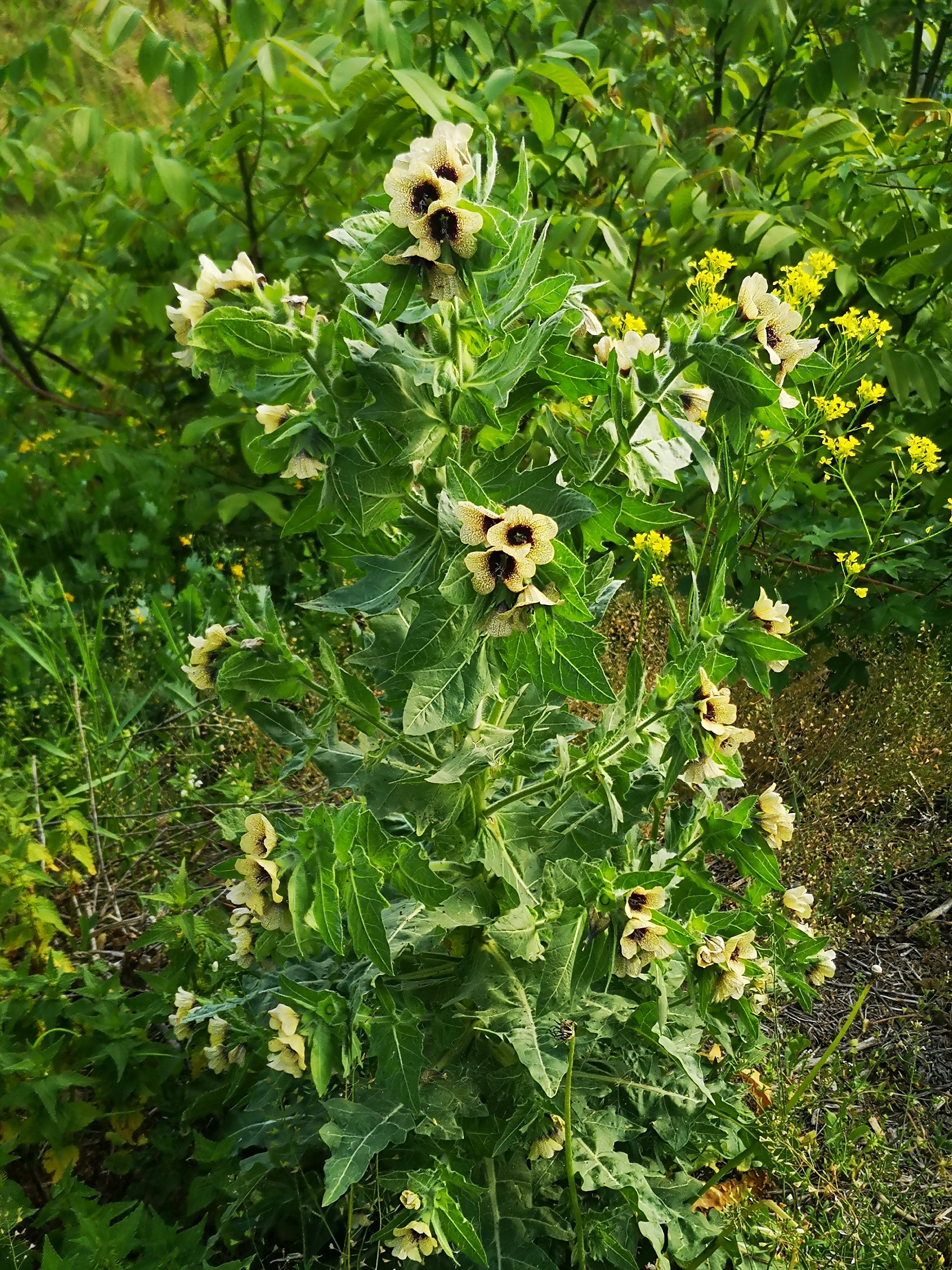
Цвітіння блекоти чорної

Росте по всій території України як бур'ян на засмічених місцях, пустирищах, вигонах, поблизу жител. Вирощується.

## Заготівля і зберігання
Для виготовлення ліків використовують листя (лат. Foliorum Hyoscyami). З рослин першого року життя листки збирають у серпні — вересні, з рослин другого року життя — під час цвітіння. Сушать листя на горищі або під наметом. У сушарці краще сушити попередньо пров'ялене листя. Сухої сировини виходить 16—18 %. Строк придатності — 2 роки.

## Хімічний склад
Листя Б. ч. містить 0,10 % алкалоїдів (гіосциамін, атропін, скополамін), глікозиди (гіосципікрин, гіосцерин, гіосцирезин), дубильні речовини.

## Фармакологічні властивості і використання

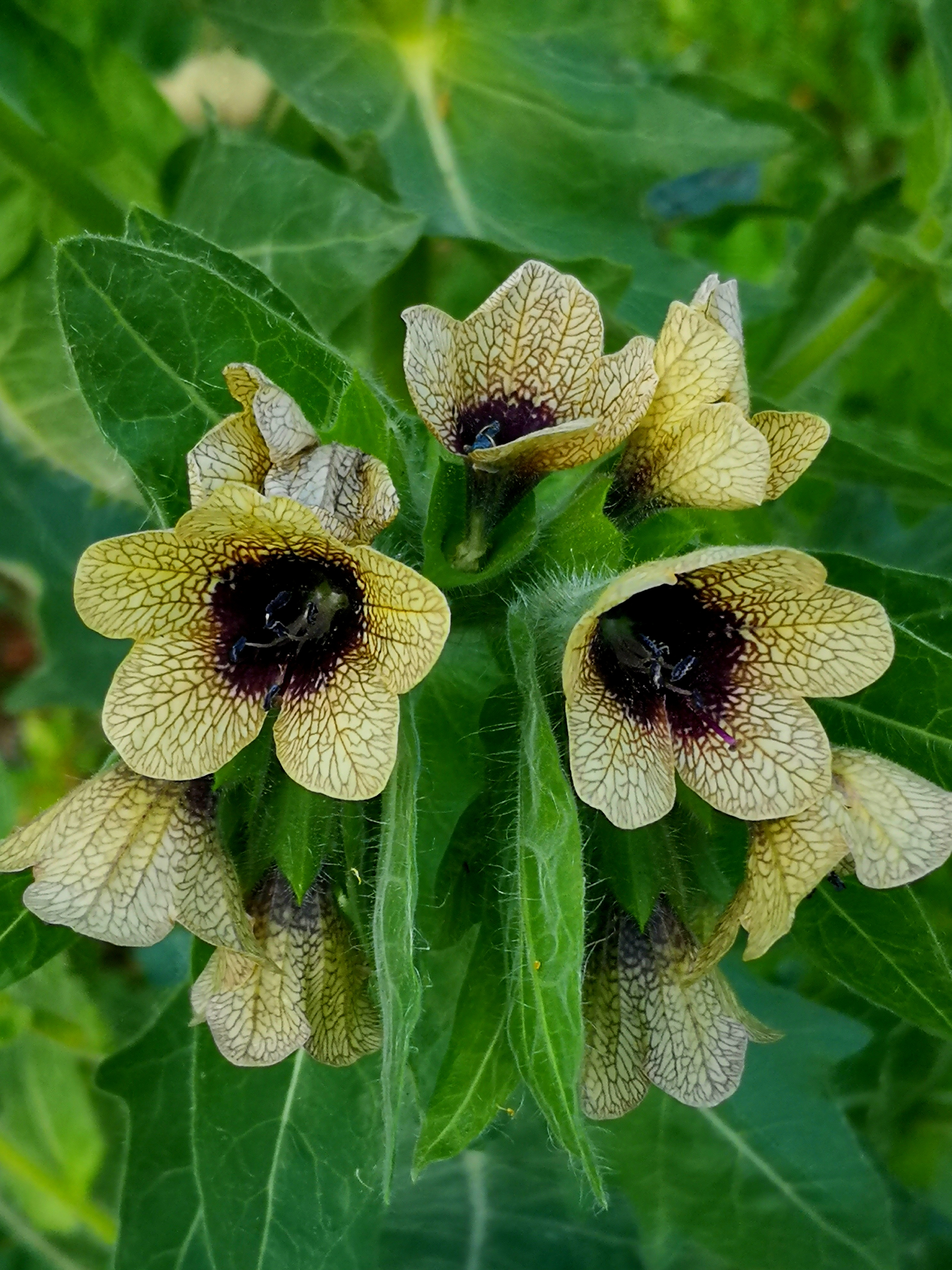
Квітка блекоти чорної

Фізіологічну дію блекоти чорної зумовлюють тропанові алкалоїди. Вони гальмують секрецію сліз, слини, слизу, шлункового соку, зменшують спазми гладенької мускулатури кишки, жовчо- і сечовивідних шляхів, бронхів, виявляють седативну дію (особливо скополамін).
Внутрішньо її використовують як протиспазматичний, протибольовий і заспокійливий засіб при захворюваннях шлунково-кишкового тракту, зовнішньо — як анестезувальний засіб при невралгіях, міозитах, артралгіях.
У гінекологічній практиці препарати блекоти чорної призначають при дисменореї, вагініті, для зменшення болісних спазмів гладеньких мускулів шийки матки, прямої кишки, сечовивідного каналу і піхви.
У народній медицині використовують при діареї, блюванні, подразнювальному спастичному кашлі, хронічному бронхіті, бронхіальній астмі, спазмах шлунка і кишки, істерії, безсонні, утрудненому сечовиділенні, болісних місячних та при клімактеричних скаргах. Листя блекоти чорної входить до складу астматолу — порошку для куріння від астми.

## Протипоказання
ПРОТИПОКАЗАНО вживати препарати блекоти чорної при вагітності.
Блекота чорна — смертельно отруйна рослина.
Заготівля, переробка, зберігання і застосування потребують виконання застережних заходів. При перших ознаках отруєння (почервоніння обличчя, запаморочення, розширення зіниць, зниження потовиділення, прискорення пульсу) треба негайно викликати лікаря, а потерпілому надати першу допомогу.